# Emily Ratajkowski
Emily O'Hara Ratajkowski (/ˌrɑːtaɪˈkɒfski/; polonès: [ratajˈkɔfskʲi]; Londres, 7 de juny de 1991) és una model i actriu estatunidenca. Nascuda a Londres, de pares americans i educada principalment a Califòrnia, es va fer famosa després d'aparèixer al vídeo musical de Robin Thicke "Blurred Lines", el qual va esdevenir la cançó número u de l'any 2013 en diversos països, malgrat ser polèmica per moltes raons incloent-hi nudisme, plagi i els seus temes de degradació i llibertat sexual.
Ratajkowski va començar a actuar com un nena a l'àrea de San Diego abans que obtingués un paper recurrent a iCarly i papers posteriors en pel·lícules importants. El seu debut al cinema va ser com l'amant del personatge de Ben Affleck a la pel·lícula de 2014 Gone Girl. El 2015 també ha aparegut en algunes pel·lícules.
Ratajkowski és una defensora de la salut de la dona com un portaveu de Planificació Parenthood i dona suport al dret de les dones a expressar la seva sexualitat. Es declara feminista, encara que hi ha que ho discuteix. És coneguda pel seu atractiu sexual i el sentit de la moda.

## Biografia
Ratajkowski va néixer a Westminster, Londres, filla única de Kathleen Balgley i de John David "JD" Ratajkowski, ambdós dels Estats Units. Balgley, professora d'anglès, ensenyava sota el Programa Fulbright, on es va trobar amb JD, un pintor, ja que els dos estaven ensenyant a l'Acadèmia de Sant Dieguito. En el moment del naixement de la seva filla tenien 39 i 45 anys, respectivament, i no estaven casat. Ratajkowski descriu la seva mare com una "feminista i intel·lectual". La família vivia a West Kensington abans que s'establís als Estats Units, a San Diego, Califòrnia, quan Ratajkowski tenia cinc anys. Es va criar principalment a la rodalia d'Encinitas en una petita casa prop de la costa. La seva mare anteriorment havia ensenyat a la Universitat Politècnica de Califòrnia.
Ratajkowski és d'ascendència irlandesa i judeo-polonesa. El seu pare va ser criat com a catòlic, mentre que la seva mare era jueva. Ratajkowski descriu la seva herència com "israeliana polonesa". Ella va viure i va viatjar a moltes parts d'Europa durant la seva joventut, incloent llargs períodes a la ciutat irlandesa de Bantry i a l'illa de Mallorca, als Països Catalans. Va passar tots els estius des de ben petita a Irlanda fins que va esdevenir adulta, convertint-se en model.
Abans que Ratajkowski marxés de Londres a l'edat de cinc, estava obsessionada amb el teatre. El primer paper formal de Ratajkowski va ser d'Elsa en una adaptació de La Petita Venedora de Llumins, a l'Escola de Teatre de la Costa Nord a Solana Beach, Califòrnia. Ratajkowski va créixer sense televisió; jugava a futbol, actuava, i feia ballet.
Ratajkowski va visitar moltes platges nudistes europees amb la seva família durant la seva joventut. L'exposició de la figura femenina nua en la fotografia i en l'art durant els seus anys de formació va ser-hi molt present. Ella se sent còmode nua. Ratajkowski també va ser influenciada per la tercera onada de teoria feminista, per obres com The Beauty Myth i Promiscuities, de Naomi Wolf. Ella era una jove adolescent físicament madura que va suportar la pressió per limitar l'expressió de la seva sexualitat i com es presenta a si mateixa.

## Filmografia
| Any       | Títol                   | Rol               | Notes                                     |
| --------- | ----------------------- | ----------------- | ----------------------------------------- |
| 2004      | Andrew's Alteration     | Noia Jove         |                                           |
| 2005      | A Year and a Day        | Noia              |                                           |
| 2009-2010 | iCarly                  | Tasha             | Episodis: «iSpeed Date" i "iEnrage Gibby» |
| 2013      | Fox and Friends         | Ella mateixa      | 1 episodi                                 |
| 2014      | Gone Girl               | Andie Fitzgerald  |                                           |
| 2014      | Guys Choice Awards 2014 | Ella mateixa      | Entrega de premis                         |
| 2015      | Entourage               | TBA               |                                           |
| 2015      | We Are Your Friends     | Sophie            |                                           |
| 2018      | I Feel Pretty           | Mallory           |                                           |
| 2018      | In Darkness             | Veronique         |                                           |
| 2018      | Cruise                  | Jessica Weintraub |                                           |
| 2018      | Welcome Home            | Cassie            |                                           |

## Televisió
| Any       | Títol  | Rol   | Notes                                  |
| --------- | ------ | ----- | -------------------------------------- |
| 2009-2010 | iCarly | Tasha | Episodi: «iSpeed Date & iEnrage Gibby» |

## Vídeos musicals
| Año  | Títol           | Artista                                    | Rol          | Notes |
| ---- | --------------- | ------------------------------------------ | ------------ | ----- |
| 2012 | "Fast Car"      | Taio Cruz                                  | Principal    |       |
| 2013 | "Blurred Lines" | Robin Thicke, amb T.I. i Pharrell Williams | Co-Principal |       |
| 2013 | "Love Somebody" | Maroon 5                                   | Principal    |       |